# Hellwegbörden
De Hellwegbörden is een landschap en natuurruimtelijke hoofdeenheid aan de zuid(oost)-rand van de Westfaalse bocht in de Duitse deelstaat Noordrijn-Westfalen.
De Hellwegbörden strekken zich uit langs de oude Hellweg-steden Dortmund, Unna, Werl, Soest, Geseke en Salzkotten en Paderborn, waarbij de westelijke afgrenzing door het Eggegebirge wordt gevormd.
De Hellwegbörden karakteriseren zich door een dikke, in de ijstijd ontstane lössbodem. Het centrum wordt gevormd door de Soester Börde. 